# فرودگاه کورا
فرودگاه کورا (به انگلیسی: Cowra Airport) یک فرودگاه با کد یاتا CWT است که یک باند فرود آسفالت دارد و طول باند آن ۱۶۳۰ متر است. این فرودگاه در کشور استرالیا قرار دارد و در ارتفاع ۲۹۴ متری از سطح دریا واقع شده‌است.